# Sekretne życie Waltera Mitty (film 2013)
Sekretne życie Waltera Mitty (ang. The Secret Life of Walter Mitty) – amerykański komediodramat fantasy z 2013 roku w reżyserii Bena Stillera. Scenariusz do filmu powstał na podstawie opowiadania Jamesa Thurbera z 1939 roku, The Secret Life of Walter Mitty. Film jest remakiem komedii z 1947 roku, Sekretne życie Waltera Mitty.

## Obsada
- Ben Stiller jako Walter Mitty
- Kristen Wiig jako Cheryl
- Shirley MacLaine jako Edna Mitty
- Adam Scott jako Ted Hendricks
- Kathryn Hahn jako Odessa Mitty
- Sean Penn jako Sean O’Connell
- Adrian Martinez jako Hernando
- Patton Oswalt jako Todd Maher
- Ólafur Darri Ólafsson jako pilot helikoptera
- Jon Daly jako Tim Naughton
- Terence Bernie Hines jako Gary
- Paul Fitzgerald jako Don Proctor
- Grace Rex jako współpracowniczka Cheryl
- Alex Anfanger jako Chris

## Muzyka
- Sekretne życie Waltera Mitty (ścieżka dźwiękowa)(inne języki)